# Церкоспора
Церкоспора (лат. Cercospora) — род микроскопических грибов из отдела несовершенные грибы. Широко распространён. Ранее выделялось около 1500 видов; в настоящее время включает более 3000 видов. Представители рода паразитируют на растениях, вызывая заболевания — церкоспорозы.
Мицелий гриба распространяется в тканях растения, часто образуя сплетения возле устьиц. Конидиеносцы поверхностные, прямые или извилистые. Конидии бесцветные или окрашенные, от цилиндрических до нитевидных, многоклеточные (молодые могут быть одноклеточными).
Наносят большой урон сельскому хозяйству, вызывая у поражённых растений некрозы тканей, которые проявляются в виде пятен на листьях или стеблях. Пятна округлые или эллиптические, вначале грязно-белые или серые с бурой каймой. Часто развиваются на растениях, уже поражённых другими грибами. Распространяются с помощью конидий, которые могут сохраняться в растительных остатках.
Различные виды паразитируют на разных растениях. Так, Cercospora beticola вызывает церкоспороз свёклы; Cercospora cerasella — абрикоса и других косточковых культур; Cercospora vitis — винограда; Cercospora personata — арахиса; Cercospora concors — картофеля; Cercospora bolleana — инжира; Cercospora fagopyri — гречихи; Cercospora capsici — перца, и т. д.
Меры борьбы — использование устойчивых к паразиту сортов и своевременная уборка растительных остатков.